# Nová glyptotéka Carlsbergu
Nová glyptotéka Carlsbergu (též uváděna jako Nová Carlsbergova glyptotéka, dánsky Ny Carlsberg Glyptotek) je muzeum v Kodani. Těžiště sbírky tvoří antické skulptury z kulturního prostoru Egypta, Řecka a Říma. Kromě toho vystavuje moderní sochy (zastoupeni jsou i Auguste Rodin a Edgar Degas) a díla dánského a francouzského malířství 19. a 20. století. Sbírky založil pivovarník Jacob Christian Jacobsen, jehož syn Carl Jacobsen je v 80. letech 19. století otevřel veřejnosti. Glyptotéka je pojmenována po jimi vedeném pivovaru Carlsberg, který dodnes chod muzea financuje. 